# 歐洲沙蚤
歐洲沙蚤（學名Talitrus saltator）是分佈在歐洲沙岸的擊鉤蝦科。它們會以足站立，突然伸長其腹部來跳躍，故又名歐洲跳蝦。它們可以跳幾吋高，但方向卻不受控制。很多研究都希望找出它們控制跳躍的環境提示。.

## 特徵
歐洲沙蚤長8.2-16.5毫米，雄性比雌性稍大。身體呈灰褐色或灰綠色，只有一對黑色的眼睛。它們有一對獨特的觸角，其中一條較為粗壯。

## 分佈
歐洲沙蚤分佈在北海及大西洋東北部，由挪威南部至地中海的海岸。它們的活動會與潮汐有關，一日可以遷徙達100米；但當沒有明顯的潮汐時，它們就會使用視覺提示。

## 生命周期
當光週期超過14小時後，歐洲沙蚤就會進行交配。當它們夜間遷徙到沙灘時，正值雌性脫殼後，它們就會交配。雌性可以攜帶13-15顆卵。當孵化後，幼體對脫水非常敏感，故它們會挖穴或生活在濕度85-90%的海草中。雖然幼體在幾個月內就會定性別，但第二性徵要到第二年才會出現。雌性的壽命較短，約有18個月，雄性的壽命約為21個月。到了冬天，成體會在沙中挖穴達50厘米深，到達濕度2%的地方生活。

## 生態
歐洲沙蚤日間會躲在10-30厘米深的穴中，夜間退潮時就會出來覓食。它們主要吃腐化的海草。歐洲沙蚤是涉禽的重要食物來源。